# 郑广
郑广（？—12世纪），南宋初年人物，原为海盗首领，后接受招安，成为南宋水军将领。
郑广和郑庆本是渔民，常与郑九驾船出海活动，后因郑九被官府逮捕，郑广、郑庆也受到牵连，遂入海为盗。南宋绍兴五年（1135年）左右，郑广、郑庆率领的海盗船队横行福州、兴化海上，官军无法制约。郑广自称“滚海蛟”（一作“滚海虾”）。绍兴六年（1136年），郑广、郑庆部转战广州扶胥镇、南恩州等地。四月，宋高宗下诏，命福建安抚司调水军攻剿郑广、郑庆的海盗势力；南宋沿海制置司水军统领严安雅、广州水军统领范德冲所部水军与郑广、郑庆部激战于新会三灶山，郑广、郑庆部失利。由于当时南宋朝廷刚扑灭闽北的范汝为起义，且福建海上还有多股海盗在活动，官军疲于作战，于是，八月九日，宋高宗命福建安抚使张致远招抚郑广、郑庆。郑广、郑庆接受招安，都被任命为保义郎（正九品武阶官）；船只移交官府，供水军使用；部众强壮者170人被纳入官军，其中50人划拨荻芦寨水军，120人划拨福州禁军，其余之人则被遣散。郑广被安排主管延祥寨水军，负责镇压海盗。绍兴十三年（1143年），海盗陈小三率60艘船进犯福州，福建安抚使薛弼拨300名士兵给郑广，要求他3天内击败陈小三。郑广要求调遣更多士兵，薛弼不同意。两日后，刮起大风，陈小三的船只无法进退，郑广把这些海盗全部擒拿，献给官府。4年里，郑广消灭海盗170股。
郑广做官后，虽然立下很多功劳，但因为当过海盗，一直被同僚冷落。有一天早晨，郑广到衙门，当时尚未开始办公，众官在谈论诗句，郑广突然从座位上站起来吟诗：“郑广有诗上众官，众官文武看来总一般。众官做官却做贼，郑广做贼却做官。”这首《文武诗》让众官惭愧得面红耳赤、哭笑不得、无地自容。